# Conquista de Túnis (1535)
A Conquista de Túnis foi um ataque a Túnis, na ocasião sob o controle do Império Otomano, pelo Sacro Império Romano-Germânico em 1535.

## A batalha
Em 1535, os otomanos sob o comando de Barba Ruiva iniciaram um ataque aos navios cristãos no mar Mediterrâneo a partir de uma base em Argel. Nesse ano a Tunísia foi capturada para servir de suprimento básico para novas campanhas navais na região. Carlos V, um dos homens mais poderosos da Europa  naquele tempo montou um enorme exército de cerca de 60 000 soldados para expulsar os otomanos da região. Carlos V destruiu a frota de Barba Ruiva e depois de um oneroso cerco bem sucedido em La Goleta, capturou Túnis. O massacre da cidade deixou um número estimado de 30 000 mortos.
O cerco demonstrou a força que possuía na ocasião as dinastias dos Habsburgos; Carlos V tinha sob o seu controle grande parte do sul da Itália, Sicília, Espanha, as Américas, Áustria e terras da Alemanha. Além disso, ele era o soberano do Sacro Império Romano-Germânico, e tinha também de jure o controle sobre grande parte da Alemanha.

## Participação portuguesa
O contingente português que participou na conquista era comandado pelo Infante D. Luís, irmão do Rei D. João III de Portugal e cunhado do Imperador Carlos V. Quando Carlos V solicitou apoio naval a Portugal, referiu especificamente o galeão Botafogo. Foi o esporão do Botafogo que conseguiu quebrar as correntes que defendiam a entrada do porto, permitindo, então, à armada cristã que atingisse e conquistasse a cidade de Tunes.
O galeão portuguez chamado S. João Baptista, em que o imperador de Alemanha, e rei de Hespanha  Carlos V foi com seu cunhado o nosso infante Dom Luiz, chamado Delicias de Portugal, á conquista de Tunes contra o famoso corsario Heredim Barba-Rôxa, não só é celebrado por ser o maior navio, que nos mares da Europa opprimiram as ondas, pois jogava 366 peças de bronze, e sendo redondo continha 600 mosqueteiros, 400 soldados de espada e rodella, e 300 artilheiros; mas tambem é famoso pelo talhamar, ou serra grande de aço finissimo, que tinha na próa, para romper a cadea de Goleta; o que se não poude conseguir da primeira vez, mas sim da segunda, em que o infante Dom Luiz mandou ao piloto, que se fizesse ao mar com volta mais larga, e dadas as velas todas ao vento [prevenção que faltara na primeira] investiu a cadeia com impulso tão furioso, e vehemente, que a fez em pedaços, levantando uma grande serra de agua. Entrou o galeão pelo rio, como pelo corro o cavalleiro depois d’uma boa sorte, e começou a lançar tanta immensidade de raios sobre as fortificações dos infieis, que daqui lhe veio o nome, que o vulgo repete [ainda hoje em dia], chamando-lhe o galeão botafogo. Com elle, sem duvida, se facilitou, e conseguiu a conquista da Goleta, que se afigurava inexpugnavel, no dia 13 de Julho do anno de 1535. (Revista Panorama, 1841, Volume 5, pág. 384) 

## Consequências
Os otomanos responderam recapturando a cidade em 1574. Porém, o controle otomano sobre Túnis foi prejudicado pelos ataques regulares dos Beyliks, operando como piratas independentes. Conseqüentemente, os conflitos no Mediterrâneo continuaram até que três séculos mais tarde a França fez da região o seu protetorado.